# Garden Party (Devalle)
Garden party è un dipinto di Beppe Devalle. Eseguito nel 1965, appartiene alle collezioni d'arte della Fondazione Cariplo.

## Storia
Il dipinto venne esposto alla XIX edizione del Premio Michetti (1965), occasione in cui fu acquistato dalla Fondazione Cariplo.